# Mistrzostwa Polski Strongman w Parach 2009
Mistrzostwa Polski Strongman w Parach 2009 – drużynowe zawody polskich siłaczy, rozgrywane w zespołach złożonych z dwóch zawodników.
Data: 12 września 2009 r.

Miejsce: Krotoszyn  Polska
WYNIKI ZAWODÓW:
| Miejsce | Zawodnicy                            | Punkty |
| ------- | ------------------------------------ | ------ |
| 1.      | Janusz Kułaga, Mariusz Pudzianowski  | 28     |
| 2.      | Grzegorz Szymański, Tomasz Żocholl   | 26     |
| 3.      | Mateusz Baron, Rafał Kobylarz        | 16     |
| 4.      | Tomasz Kowal, Jarosław Nowacki       | 12     |
| 5.      | Krzysztof Radzikowski, Kryspin Rozum | 8      |